# Comunità ebraica di Acqui Terme

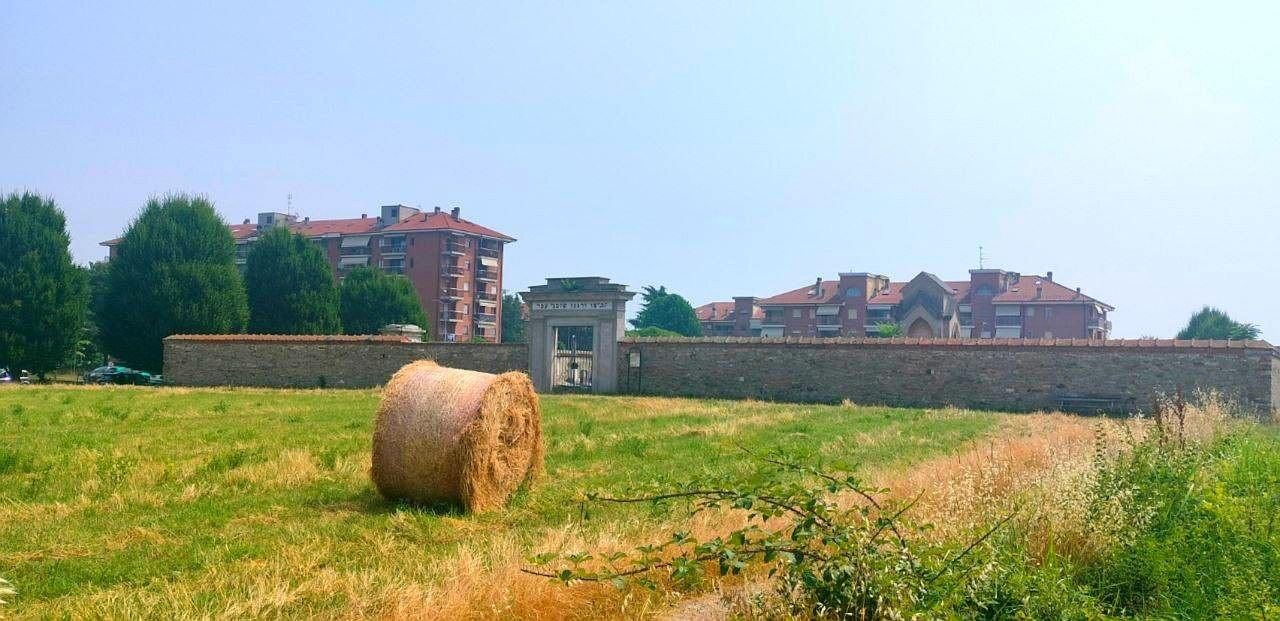
Vista del cimitero ebraico della città

La comunità ebraica di Acqui Terme è stata presente nella cittadina fino agli anni precedenti la seconda guerra mondiale.
La presenza ebraica è attestata fin dal XVI secolo in due zone: nel vicolo Calabraghe e presso il Castello. Nel 1731, con l'istituzione del ghetto, gli ebrei allora residenti a Acqui furono costretti a concentrarsi in due grandi palazzi, tuttora esistenti, presso la piazza della Fontana Bollente. Nel 1761 gli ebrei erano 239, per divenire oltre 500 dopo l'emancipazione del 1848. Il piccolo oratorio della comunità in via Portici Saracco fu allora sostituito da una grande sinagoga grazie al finanziamento della famiglia Ottolenghi.
La fine del ghetto significò però anche il declino della comunità ebraica per la forte emigrazione verso i centri maggiori della regione. La sinagoga fu smantellata dopo la seconda guerra mondiale ed oggi ne rimane sull'ingresso solo una lapide commemorativa. Rimane anche l'antico cimitero in via Romita.